# 中田食品
中田食品株式会社（なかたしょくひん）は、和歌山県田辺市に本社を置く企業である。

## 概要
1897年（明治30年）に米穀商の中田源次郎が和歌山県西牟婁郡下秋津村で中田商店を創業したのが起源である。
1925年（大正14年）に梅干加工業に進出、昭和初期には米穀のほか、漬物、柑橘類、肥料などの販売に事業を拡大したが、戦後に事業を再編して梅干加工専業となる。
1962年に中田食品株式会社を設立（資本金200万円）、1988年にコーポレートアイデンティティを導入、トレードマークを変更した。
1993年11月には本社工場を下三栖企業団地に移転している。1994年6月に梅酒製造免許を取得、1996年5月に梅酒の販売を開始した。
創業100年を迎えた直後の1997年10月28日には、第52回国民体育大会秋季大会に合わせて大阪府および和歌山県を行幸啓した天皇・皇后が本社工場を視察した。
1985年から元・ロッテオリオンズの村田兆治を起用したテレビCMを放映した。

## 梅の日
- 6月6日

## 提供番組
- バイキング（フジテレビ、現在は降板）
  - 上記のテレビ番組についてはこの番組のスポンサー参照。